# Olmeda de Cobeta
Olmeda de Cobeta egy község Spanyolországban, Guadalajara tartományban. Olmeda de Cobeta Ablanque, Cobeta, Zaorejas és Huertahernando községekkel határos. Lakosainak száma 57 fő (2024).

## Nevezetességek
- Buenafuente de Sistal-i Szűz Mária-kolostor[2]

## Népesség
A település népessége az utóbbi években az alábbiak szerint változott:
| Lakosok száma | 77   | 112  | 96   | 78   | 81   | 68   | 71   | 66   | 63   | 57   |
|               | 2001 | 2004 | 2006 | 2009 | 2011 | 2014 | 2016 | 2019 | 2021 | 2024 |